# عادل الكلباني
عادل بن سالم بن سعيد الكلباني «أبي عبد الإله» (3 أبريل 1959 -) (25 رمضان 1378 هـ -) إمام وخطيب سعودي من مواليد الرياض، كان إمامًا لجامع الملك خالد بالرياض زهاء 20 عامًا، وكُلِّف بالمشاركة في إمامة المصلين بالحرم المكي في تراويح رمضان 1429هـ، وبعد انقضاء الشهر، انتهى تكليفه وعاد للرياض.
عمل في بداية حياته في الخطوط الجوية السعودية لمدة ست سنوات. وتتلمذ على يد عدد من الشيوخ ومنهم الشيخ أحمد مصطفى والشيخ محمد بن نبهان بن حسين والشيخ عبد الله بن جبرين وغيرهم كما أن لديه إجازة في بعض قراءات القرآن.

## عمله
كان قد تولى إمامة عدد من المساجد بالرياض وكان أبرزها جامع الملك خالد بن عبد العزيز زهاء 20 عامًا. وفي يوم 4 رمضان 1429 صدر تكليفه بإمامة صلاة التراويح في الحرم المكي بمرسوم ملكي. وفي يوم 5 رمضان ليلة 6 رمضان أم بالمصلين آخر ركعتين من التراويح إضافة لصلاتي الشفع والوتر. وقد أُعفي من الإمامة في الحرم المكي بعد انتهاء تكليفة بإمامة المصلين خلال شهر رمضان، ولذا فقد عاد للرياض وقام بإمامة لجامع المحيسن بحي أشبيلية في شمال شرق الرياض الذي تم افتتاحه يوم الثلاثاء 1430/6/30 هـ، حتى تاريخ 1442/09/02 هـ.
وقد شارك الشيخ في الكثير من الأنشطة الدعوية في أرجاء السعودية، إضافة لإقامته للكثير من المحاضرات الدعوية، كما أنه شارك في الكثير من البرامج التلفزيوينة من خلال عدة قنوات كـ قناة الأخبارية السعودية وقناة الكويت وقناة العربية من خلال برنامج إضاءات وغيرها.
وفي بداية صيف 2010 صرح الشيخ في إحدى وسائل الاعلام عن فتوى تحليل الغناء والمعازف مضيفا بعدم وجود دليل يحرمه. مما أدّى لقيام حملة ضده من قبل العديد من الدعاة السعوديين كان أبرزهم المفتي العام للسعودية، وصالح اللحيدان، حتى أن الشيخ عبد الرحمن السديس إمام وخطيب الحرم المكي طالب «بتطبيق الحجر عليه»، فيما كتب الشيخ سعود الشريم إمام وخطيب الحرم المكي «قصيدة عتاب» بسبب هذه الفتوى.

## العمل الإعلامي
- يكتب في جريدة (الرياض) السعودية من عام 2012.[4]
- قدّم برنامج (مع الكلباني) على القناة السعودية في شهر رمضان عام 2019.[5]
- المشرف العام على مسابقة (عطر الكلام) للقرآن الكريم والأذان.[6]

## وصلات خارجية
- عادل الكلباني على موقع أرشيف الشارخ.
- صفحته على موقع طريق الإسلام.